# Kastanjekleurige pedaalmot
De kastanjekleurige pedaalmot (Argyresthia pulchella) is een vlinder uit de familie van de pedaalmotten (Argyresthiidae). De wetenschappelijke naam van de soort werd in 1846 gepubliceerd door Philipp Christoph Zeller.